# Nachal Mor
Nachal Mor (hebrejsky נחל מור) je vádí v jižním Izraeli, na pomezí severovýchodního okraje Negevské pouště a Judské pouště.
Začíná v nadmořské výšce přes 100 metrů kopcovité neosídlené pouštní krajině, cca 8 kilometrů východně od města Arad. Směřuje pak k severovýchodu a východu, přičemž se zařezává do okolního terénu. Turisticky využívaným kaňonem pod výšinou Ma'ale Mor prudce klesá do příkopové propadliny u Mrtvého moře. Nachází se tu několik skalních stupňů a vodopádů. Podchází dálnici číslo 90 a zhruba 6 kilometrů severně od turistického areálu Ejn Bokek ústí do Mrtvého moře, respektive do umělého kanálu, který spojuje jižní a severní část Mrtvého moře (střední část kvůli poklesu stavu vody vyschla).